# بستان الحجر
هي حارة في منطقة (الشويكة) التابعة لحي القنوات في مدينة دمشق في سورية. وقد سمي (بستان الحجر) لوجود جامع ابن حجر فيه، وتحيط به مناطق بستان الزاغة والفحَّأمة وزقاق الجن والاطفائية وقبر عاتكة ومنطقة المجتهد.
ويقع الحي على طريق الميدان، ويمتاز بكثافة سكانية عالية، وبكونه حياً شعبياً، وبقربه من الأحياء الدمشقية القديمة التي لم يصلها تدمير المباني الحديثة كقبر عاتكة وباب سريجة. وقد تميز بوجود جامع زيد بن ثابت الأنصاري مما طبع الحي بطابع يحافظ على الروابط الاجتماعية والتقاليد الدينية المعتدلة. وقد كان سكانه من الدمشقيين من الأحياء القديمة ومن الفلسطينيين ومن القادمين من المحافظات السورية.

## معالم
من أهم معالمه جامع ابن حجر وجامع زيد بن ثابت الأنصاري ومجمع تجاري حديث يحوي ،بالإضافة إلى محلات بيع الألبسة الحديثة، فرن الشامي.